# Relations entre le Bangladesh et l'Irlande
Les relations entre le Bangladesh et l'Irlande sont les relations bilatérales de la république populaire du Bangladesh et de l'Irlande. Le Bangladesh et l'Irlande faisaient tous deux partie de l'Empire britannique, mais le Bangladesh est une république du Commonwealth, tandis que l'Irlande est devenue une république hors du Commonwealth des Nations le 18 avril 1949, aux termes de la loi sur la république d'Irlande de 1948. Les relations entre les deux pays ont été établies au début de 1972,.

## Coopération économique
Le Bangladesh et l'Irlande ont montré un intérêt mutuel à développer les activités économiques bilatérales entre eux et les deux pays ont reconnu les mesures nécessaires pour développer le commerce et les investissements existants. De nombreuses entreprises irlandaises ont exprimé leur intérêt à investir au Bangladesh dans les secteurs prometteurs,.
En 2009, une délégation commerciale irlandaise dirigée par l'ancien ministre irlandais de l'investissement et de la coordination, Conor Lenihan, s'est rendue au Bangladesh pour explorer les moyens potentiels d'accroître le commerce et les investissements bilatéraux. L'Irlande a manifesté son intérêt pour le recrutement de professionnels qualifiés du secteur des technologies de l'information au Bangladesh.

## Migrants
Il existe un petit groupe de migrants bangladais en Irlande. 99 Bangladais ont demandé l'asile en Irlande en 2014 et 2015 ; le nombre est passé à 231. Certains des Bangladais sont des immigrants illégaux, dont plusieurs ont été arrêtés et déportés,,. Maksuda Akter, née au Bangladesh, et vivant en Irlande depuis treize ans, a remporté le concours de beauté de Miss Irlande en 2014.

## Représentation diplomatique
L'Irlande et le Bangladesh n'ont pas d'ambassadeurs résidents dans leurs pays respectifs. L'ambassadeur d'Irlande en Inde est également accrédité au Bangladesh. Le haut-commissaire du Bangladesh au Royaume-Uni est également accrédité en tant qu'ambassadeur du Bangladesh en Irlande,. En 2019, l'ambassadeur du Bangladesh a invité le gouvernement irlandais à ouvrir une ambassade à Dhaka.